# Isopeda vasta
Isopeda vasta là một loài nhện trong họ Sparassidae.
Loài này thuộc chi Isopeda. Isopeda vasta được Ludwig Carl Christian Koch miêu tả năm 1867.